# She's All I Wanna Be
She's All I Wanna Be è un singolo della cantante canadese Tate McRae, pubblicato il 4 febbraio 2022 come secondo estratto dal primo album in studio I Used to Think I Could Fly.

## Pubblicazione
A partire dall'11 dicembre 2021 McRae ha avviato una campagna promozionale della canzone su TikTok, pubblicando alcune coreografie realizzate appositamente e duettando inoltre con altri utenti che utilizzavano gli snippet da lei pubblicati. Ha poi annunciato la data di pubblicazione il 28 gennaio 2022, svelando di aver scelto la versione finale del singolo tra ventinove mix dello stesso.

## Video musicale
Il video musicale, ispirato al film Chorus Line del 1985, è stato pubblicato l'11 febbraio 2022.

## Tracce
Testi e musiche di Tate McRae e Greg Kurstin.
1. She's All I Wanna Be – 3:27

## Classifiche

### Classifiche settimanali
| Classifica (2022) | Posizione massima |
| ----------------- | ----------------- |
| Australia         | 19                |
| Austria           | 36                |
| Belgio (Fiandre)  | 21                |
| Belgio (Vallonia) | 10                |
| Canada            | 10                |
| Danimarca         | 23                |
| Germania          | 50                |
| Grecia            | 99                |
| Irlanda           | 6                 |
| Lituania          | 69                |
| Norvegia          | 8                 |
| Nuova Zelanda     | 36                |
| Paesi Bassi       | 32                |
| Portogallo        | 117               |
| Regno Unito       | 14                |
| Singapore         | 4                 |
| Stati Uniti       | 44                |
| Sudafrica         | 40                |
| Svezia            | 24                |
| Svizzera          | 63                |

### Classifiche di fine anno
| Classifica (2022) | Posizione |
| ----------------- | --------- |
| Australia         | 39        |
| Austria           | 65        |
| Belgio (Fiandre)  | 36        |
| Belgio (Vallonia) | 56        |
| Canada            | 19        |
| Danimarca         | 93        |
| Germania          | 87        |
| Regno Unito       | 47        |
| Stati Uniti       | 94        |